# Martha McCabe
Martha McCabe (Canadá, 4 de agosto de 1989) es una nadadora canadiense especializada en pruebas de estilo braza larga distancia, donde consiguió ser medallista de bronce mundial en 2011 en los 200 metros.

## Carrera deportiva
En el Campeonato Mundial de Natación de 2011 celebrado en Shanghái ganó la medalla de bronce en los 200 metros estilo braza, con un tiempo de 2:24.81 segundos, tras la estadounidense Rebecca Soni y la rusa Yuliya Efimova  (plata con 2:22.22 segundos).